# The Bibi Files – Die Akte Netanjahu
The Bibi Files – Die Akte Netanjahu ist ein US-amerikanischer Dokumentarfilm aus dem Jahr 2024 unter der Regie von Alexis Bloom. Der Film zeigt durchgesickertes Verhörmaterial aus dem Prozess gegen Benjamin Netanjahu. Er wurde auf dem Toronto International Film Festival 2024 als Work-in-Progress-Film gezeigt und hatte am 14. November 2024 seine offizielle Weltpremiere bei Doc NYC. Später wurde er am 11. Dezember 2024 auf der Direct-to-Consumer-Filmplattform Jolt in den Vereinigten Staaten veröffentlicht.

## Hintergrund
Im Rahmen der Ermittlungen zu Bestechungs- und Betrugsvorwürfen gegen Premierminister Benjamin Netanjahu hat die israelische Polizei von 2016 bis 2018 Tausende von Stunden an Verhörmaterial aufgezeichnet. Dieses Filmmaterial wurde dem Filmemacher Alex Gibney Anfang 2023 über Signal zugespielt. Neben Netanjahu enthält der Film Videoaufnahmen seiner Familie, Freunde und Mitarbeiter. Er enthält auch Interviews mit Insidern, die bereit waren, öffentlich über Netanjahu zu sprechen.